# Letse Evangelisch-Lutherse Kerk

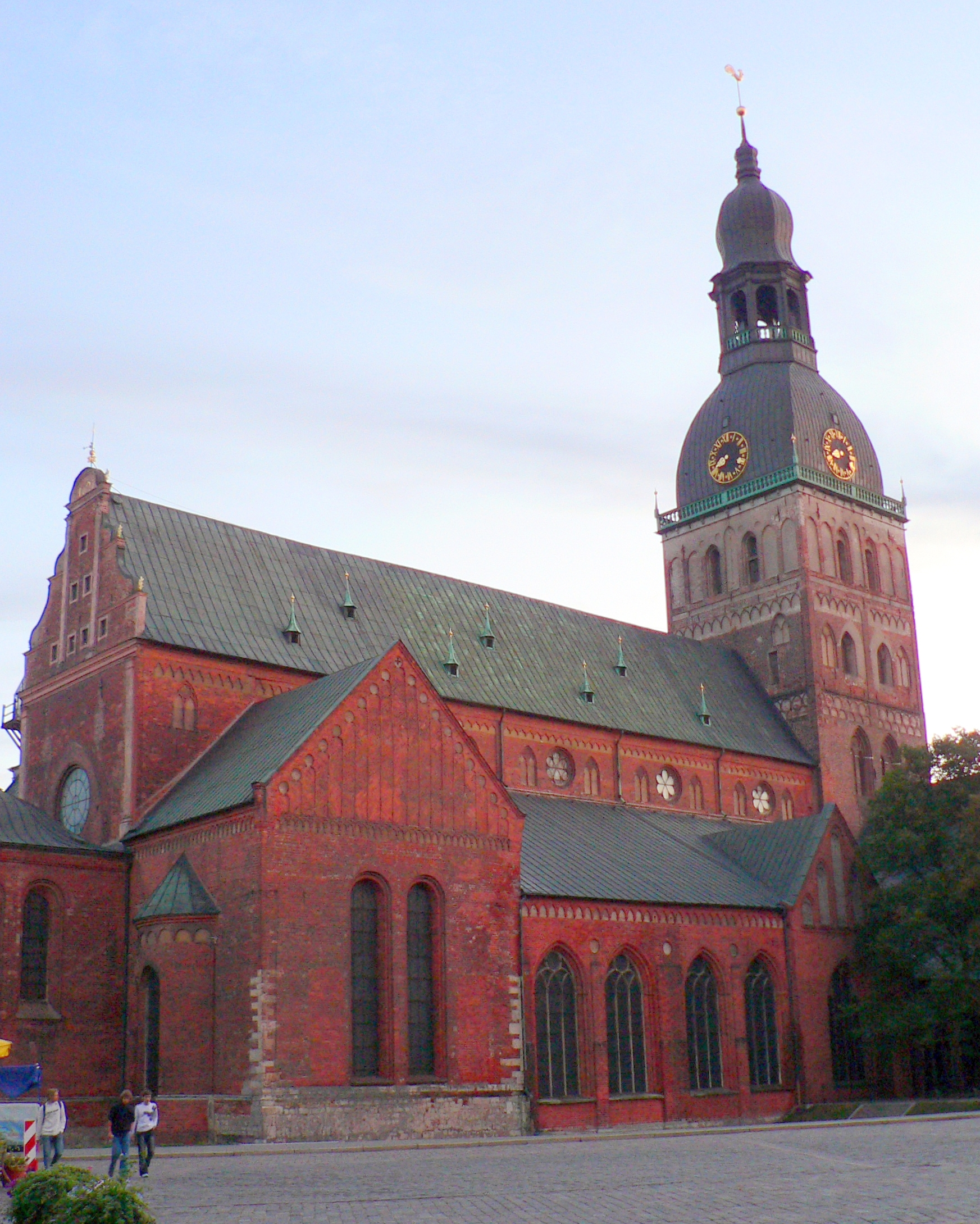
De Dom van Riga, zetel van de aartsbisschop van Riga. Van 1959 tot 1962 was de kathedraal bezet door het Sovjetleger, maar werd daarna weer vrijgegeven.

De Letse Evangelisch-Lutherse Kerk (Lets: Latvijas Evaņģēliski luteriskā baznīca) is het nationale evangelisch-lutherse kerkgenootschap van Letland. Het kerkgenootschap is lid van de Wereldraad van Kerken, de Lutherse Wereldfederatie en de Conferentie van Europese Kerken. Daarnaast is de kerk waarnemend lid van de Porvoo Communie (de communiegemeenschap van lutherse en anglicaanse kerken). De zetel van het kerkgenootschap bevindt zich in de hoofdstad van Letland, Riga.

## Geschiedenis
Het lutheranisme in Letland is van oorsprong sterker beïnvloed door het Duitse lutheranisme, dan het Scandinavische, episcopale lutheranisme dat kenmerkend is voor landen als Denemarken, Zweden en Estland. Met de eerste onafhankelijkheid van Letland in 1920 is de kerkleiding zich echter meer gaan oriënteren op het Scandinavische type van lutheranisme. In 1920 kwam een nieuwe kerkorde gereed en op 16 juli 1922 werd pastor Karlis Irbe in Jacobskerk door de Zweedse aartsbisschop Nathan Söderblom tot eerste bisschop geconsacreerd. Tijdens de beginjaren waren er spanningen tussen Baltische Duitsers en etnische Letten. In 1932 werd Teodors Grīnbergs tot aartsbisschop gekozen.
Na de Tweede Wereldoorlog, ten tijde van de Letse SSR, werd de godsdienstvrijheid teruggeschroefd. De kerkleiding streefde naar zoveel mogelijk vrijheid en ging een confrontatie met de communistische overheid uit de weg. Vanwege deze koers kon in 1969 een wetenschappelijke theologische opleiding worden geopend. In 1975 werd het ambt van pastor opengesteld voor vrouwen.
In de jaren 80 was er sprake van dissidente geluiden binnen de Kerk. De kerkleiding probeerde de dissidenten op een zijspoor te zetten. In 1989 werd Kārlis Gailītis tot aartsbisschop gekozen. Gailītis steunde het Letse onafhankelijkheidsstreven. Hij kwam in 1992 tijdens een auto-ongeval om het leven. Als zijn opvolger werd Jānis Vanags gekozen tot aartsbisschop. Vanags is een aanhanger van het confessionele lutheranisme en hoogkerkelijk. De betrekkingen met de Kerk van Zweden - eveneens hoogkerkelijk - werden geïntensiveerd. Samen met de Kerk van Zweden beroept de Letse Evangelisch-Lutherse Kerk zich als enige lutherse kerkgenootschappen op de apostolische successie. De verhouding met de Kerk van Zweden vertroebelden echter toen die kerk het homohuwelijk accepteerde en homoseksuele geestelijken wijdde. Sinds enige tijd onderhoudt de Letse kerk nauwe betrekkingen met de conservatieve Amerikaanse Lutheran Church - Missouri Synod (LCMS), die dicht bij de theologische positiekeuze staat.
Sinds 1993 worden er geen vrouwen meer tot priester gewijd.
In 2014 deed de aartsbisschop de uitspraak dat "wie de kerk verlaat, zich uitsluit van het eeuwige heil", dit ondanks het feit dat 78% van de Letten niet-gelovig is.

## Theologie
De theologie van de Letse Evangelisch-Lutherse Kerk is vrij behoudend, zeker als men haar theologie vergelijkt met de lutherse kerken in de omringende landen (Scandinavische landen, Estland). Van de vijf nationale lutherse Kerken in Scandinavië en de Baltische staten beroept de Letse Kerk als enige geen vrouwen - hoewel vrouwen die voor 1993 beroepen/gewijd zijn wel in het ambt mogen blijven. Net als de Kerk van Zweden is de Letse Kerk hoogkerkelijk, met een vastomlijnde liturgie.
De Letse Kerk is sterk confessioneel van inslag. Dit betekent dat men de lutherse belijdenisgeschriften voor een juiste vertolking beschouwt van de Bijbelse boodschap. Alle lutherse belijdenisgeschriften (w.o. de Kleine Catechismus van Luther, de Augsburgse Confessie) worden door de Letse Kerk aanvaard, evenals de drie zogenaamde "oecumenische belijdenissen": de Apostolische geloofsbelijdenis, de Geloofsbelijdenis van Nicea-Constantinopel en de Geloofsbelijdenis van Athanasius.

## Lidmaatschap
De Letse Kerk telt ca. 250.000 lidmaten.
Zoals reeds opgemerkt is de Letse Kerk aangesloten bij de Porvoo Communie en de Lutherse Wereldfederatie, en beschouwt zij zichzelf niet als zijnde in volledige communiegemeenschap met de lid-kerken die homoseksuelen wijden of homohuwelijken sluiten.

## Leiding
De leiding van de Letse Evangelisch-Lutherse Kerk berust bij de synode, bestaande uit leken en bisschoppen. Het dagelijks bestuur ligt in handen van het consistorie. Het hoofd van de kerk is de aartsbisschop van Riga. De huidige aartsbisschop is Jānis Vanags. Hij werd op 29 augustus 1993 geconsacreerd door de aartsbisschop van Uppsala, het hoofd van de Kerk van Zweden.
Het bestuur van de kerk zetelt in Riga. Het voornaamste kerkgebouw is de Dom van Riga.

## Lijst van aartsbisschoppen van Riga
- 1922-1933: Kārlis Irbe
- 1933-1944: Teodors Grīnbergs
- 1944-1948: vacant
- 1948-1968: Gustavs Tūrs
- 1969-1985: Jānis Matulis
- 1986-1989: Ēriks Mesters
- 1989-1992: Kārlis Gailītis
- 1993-heden: Jānis Vanags

## Verwijzingen
1. ↑  http://books.google.nl/books?id=EGZWrMIXlPAC&pg=PA45&lpg=PA45&dq=%22Eriks+Mesters%22&source=bl&ots=0zNmmkbIzD&sig=vUopkWWQvmGij4WdiAxY7AF0FPc&hl=nl&sa=X&ei=2isbVLyEH8KtPJnLgNgI&ved=0CDsQ6AEwBQ#v=onepage&q=%22Eriks%20Mesters%22&f=false
2. ↑  https://www.biblicalstudies.org.uk/pdf/rcl/15-3_340.pdf
3. ↑  http://books.google.nl/books?id=PMSTAgAAQBAJ&pg=PA1084&lpg=PA1084&dq=%22K%C4%81rlis+Gail%C4%ABtis%22&source=bl&ots=fvs8SzvhYY&sig=2igsR-EeyBQOMRPQTAYEl_rpXCY&hl=nl&sa=X&ei=aSwbVPWKEYfnOtyugKAJ&ved=0CDAQ6AEwAzgK#v=onepage&q=%22K%C4%81rlis%20Gail%C4%ABtis%22&f=false
4. ↑  https://www.thelocal.se/20091022/22810. Gearchiveerd op 18 augustus 2023.
5. ↑  https://www.digibron.nl/search/detail/012df636c77c4dfb059f14b1/letse-bisschop-lutherse-kerk-dreigt-met-aftreden
6. ↑  http://www.refdag.nl/kerkplein/kerknieuws/aartsbisschop_letland_geen_heil_buiten_kerk_1_824619